# محمدحسن شریف‌امامی
محمدحسن شریف‌امامی سیاست‌مدار ایرانی بود، که در  دوره بیست و سوم  به‌عنوان نماینده نور در مجلس شورای ملی حضور داشت.